# Vojnovići (pleme)
Vojnovići, staro hrvatsko pleme nekad naseljeno na Kordunu u području oko Vojnića i Petrove gore. Zavičajni grad bio im je na Trupinjaku. Ime im se očuvalo u imenu sela Vojnovića kod Vojnića.